# Elettrotreno MF 88
L'elettrotreno MF 88 (Metro Fer 1988) è un convoglio ferroviario in uso sulla metropolitana di Parigi. Equipaggia dal 1994 la linea 7 bis. Derivato direttamente dal prototipo Boa, è un treno ricco di innovazioni, come il sistema di controllo computerizzato e i vagoni intercomunicanti (soluzioni poi riprese su treni successivi).
È dotato di ruote completamente indipendenti ed orientabili, che permettono maggior efficienza in curva e diminuiscono la rumorosità. Questa tecnologia, ritenuta inizialmente ideale dal committente per soppiantare i classici treni a carrelli, si è rivelata tuttavia fragile, molto costosa e, unita ai molti altri handicap del modello, ha contribuito al suo scarso successo.
In servizio dall'inizio degli anni 1990, la sua totale alienazione avverrà verso il 2024; a partire dal 2024 inizierà ad essere sostituito dal MF 19.

## Storia

### Concepire il materiale del futuro
Con l'entrata in servizio del MF 77 nei primi anni 1980, il parco mezzi del metrò parigino fu notevolmente ringiovanito. Tuttavia il bisogno di rimpiazzare i treni MF 67 spinse la RATP ad investire sullo sviluppo di ulteriori nuovi materiali. Forte dell'esperienza acquisita con la sperimentazione del prototipo Boa, l'ente decise di tradurre in pratica i buoni riscontri ottenuti. Fu così che si decise di sviluppare un materiale che riprendesse la maggior parte delle innovazioni del Boa, e di sperimentarlo su una linea corta, tortuosa, e poco frequentata: la 7 bis.
Fu spiccato un ordine per 27 carrozze di questo nuovo materiale, che prese il nome di MF 88, a un consorzio d'imprese facente capo ad ANF. Il contratto prevedeva un'opzione per ulteriori cento carrozze, da acquistare in caso di buona riuscita dei test per equipaggiare altre linee, che però non ebbe seguito.
Il MF 88 riprende diverse innovazioni sperimentate sul Boa:
- carrozze intercomunicanti;
- controlli computerizzati;
- ruote disposte ad asse singolo, indipendenti ed orientabili (in luogo dei carrelli);
- motorizzazione trifase asincrona;
- sistema di frenatura oleodinamico/pneumatico con recupero di energia.

I 27 vagoni furon divisi in 9 treni da tre carrozze (due motrici e un rimorchio). Il primo convoglio fu consegnato nel dicembre 1992. I test partirono sulla linea 5 la vigilia di Natale del 1992, fra le stazioni Bobigny Pablo Picasso e Jaurès. Il convoglio fu poi presentato alla stampa nella stazione fantasma Haxo.

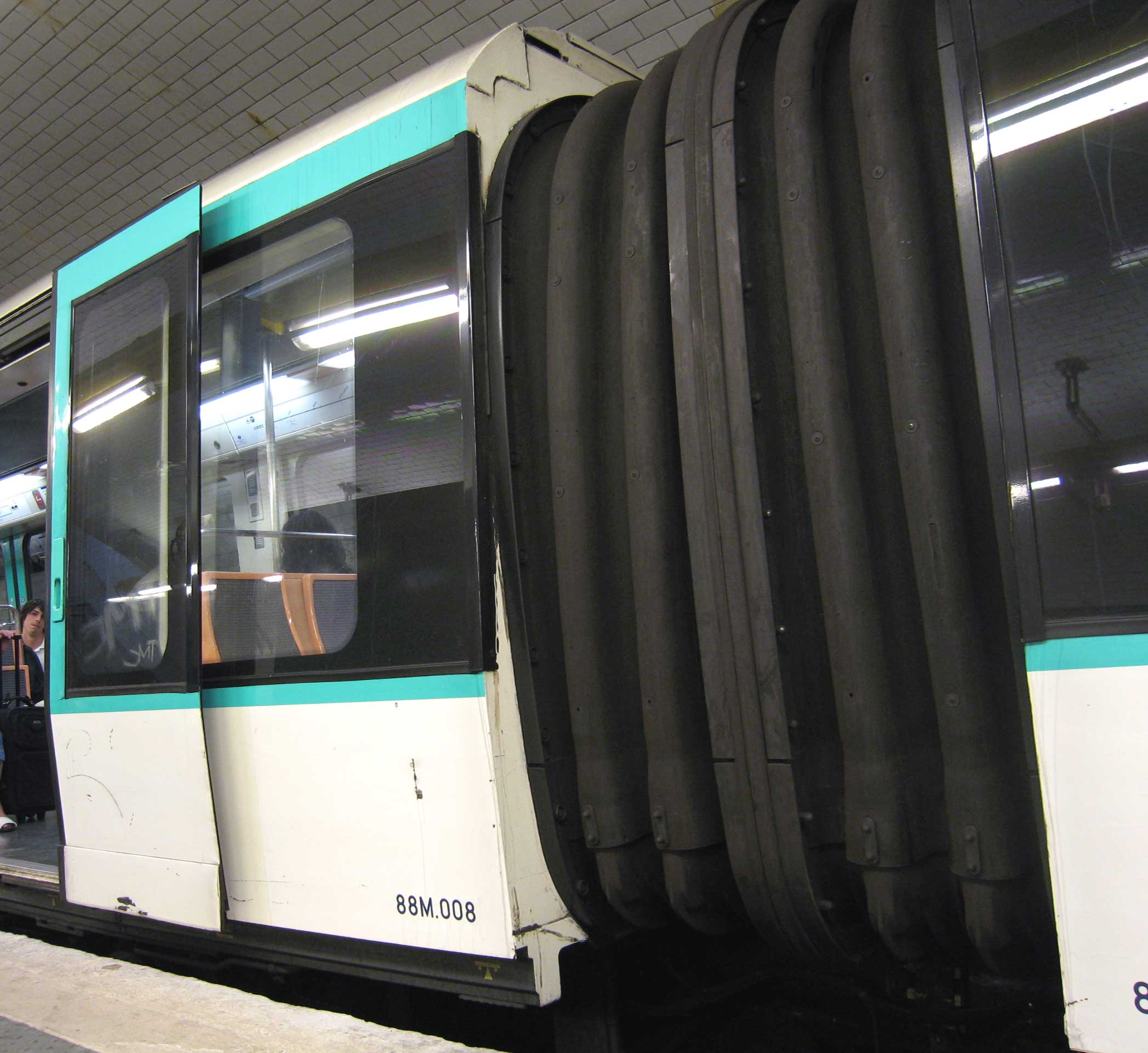
Dettaglio dell'intercircolazione dei vagoni del MF 88.

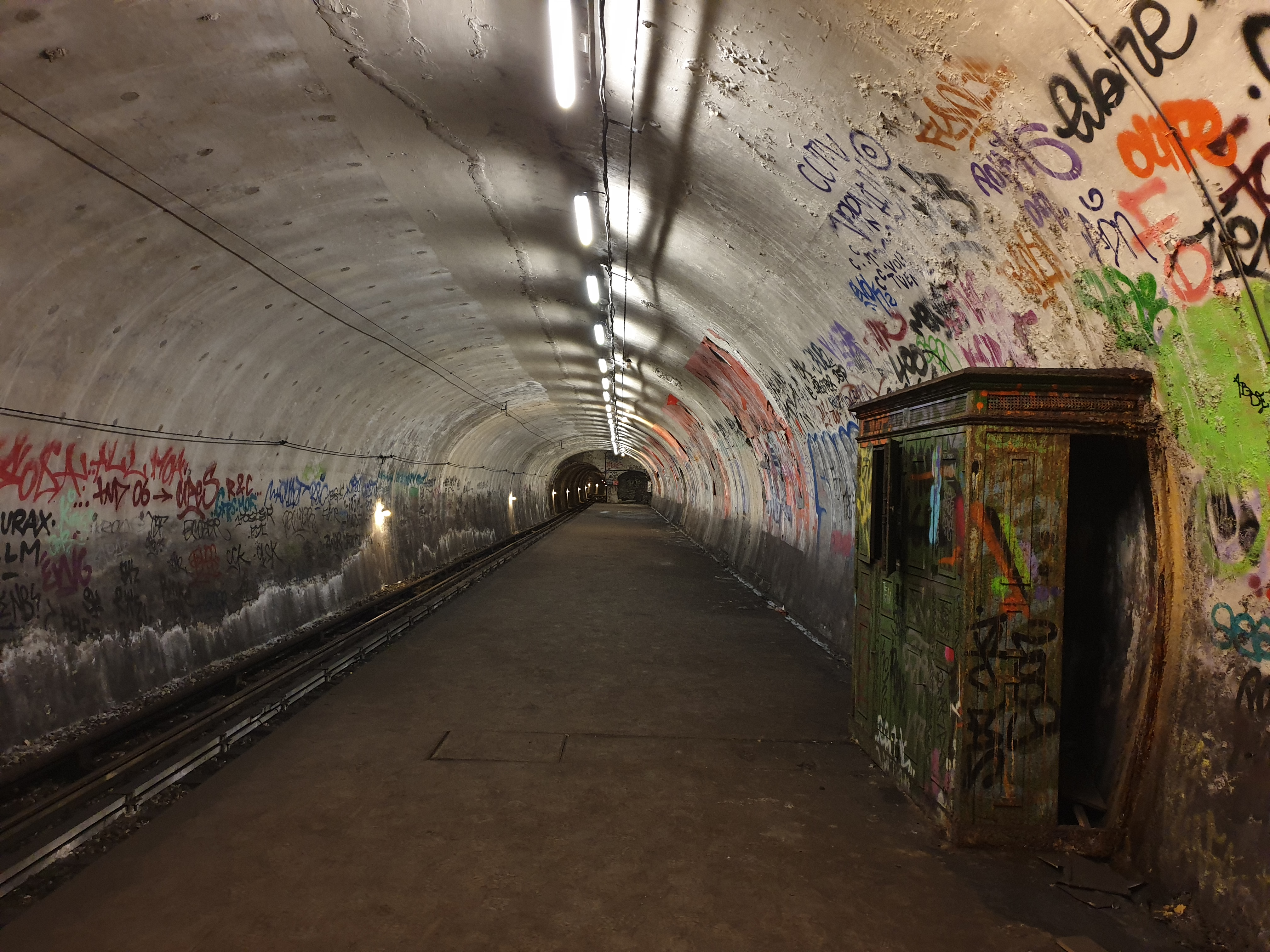
La stazione fantasma Haxo, usata per la presentazione

I restanti convogli furono consegnati nel 1993. Nel 1994 i MF 88 entrarono in servizio passeggeri.

### Tanti problemi
Il MF 88 fu ritenuto sotto certi aspetti soddisfacente, ad esempio per la silenziosità. Infatti, a differenza di un convoglio a carrelli, dove tutte le ruote girano alla stessa velocità, col risultato che le ruote interne alla curva, percorrendo meno spazio, pattinano e stridono, gli assi singoli del MF 88, dotati di differenziale, regolano la velocità delle singole ruote a seconda del senso delle curve.
Ma l'impiego quotidiano rivelò notevoli problemi, con serie ripercussioni di natura economica. Le sospensioni erano troppo dure e gli assi singoli orientabili si rivelarono molto fragili, specie al confronto delle normali vetture a carrelli. Inoltre tali assi, che avrebbero dovuto evitare il bisogno di lubrificare le rotaie, risultavano egualmente usuranti. Ciò fece crescere a dismisura il costo della manutenzione dei treni, e di riflesso anche quello per l'esercizio della linea 7 bis.
Essendo dunque ancora necessaria la lubrificazione, la RATP sperimentò diverse soluzioni, come far transitare un MF 77 "lubrificatore" prestato dalla linea 7 o la modifica della manutenzione, ma nulla servì a risolvere il problema. Alla fine, tutti gli MF 88 furono dotati di un sistema di lubrificazione posto sotto il vagone centrale. Il sistema spande grasso sulle rotaie ogni 20 secondi alle velocità superiori ai 6 km/h. In ragione di questi problemi, la RATP decise di non estendere ad altre linee questo materiale, e di abbandonare la tecnologia degli assi indipendenti.
Inoltre, dato che su alcune ruote si constatò l'apparizione di fessure, la RATP limitò la velocità di servizio a 40 km/h e soppresse la manovra di doppia entrata in stazione a Louis Blanc. Inoltre, un piccolo punto di manutenzione, detto « poste de visite renforcé » (PVR - posto di controllo rinforzato), fu installato a Pré Saint-Gervais per evitare di dover far transitare il materiale sulle tortuose rotaie che conducevano al più vicino deposito.
La fragilità e il costo eccessivo del MF 88 potrebbero provocare un suo rapido ritiro dalla linea 7 bis. Si parla di una sua sostituzione con i treni MF 67 rimossi dalla linea 2, in via di dotazione dei nuovi MF 2000. I MF 67 sono convogli molto vetusti e rumorosi, ma altresì affidabili ed economici. Tuttavia al 2025 tale progetto non è all'ordine del giorno.

### Un bilancio in chiaroscuro

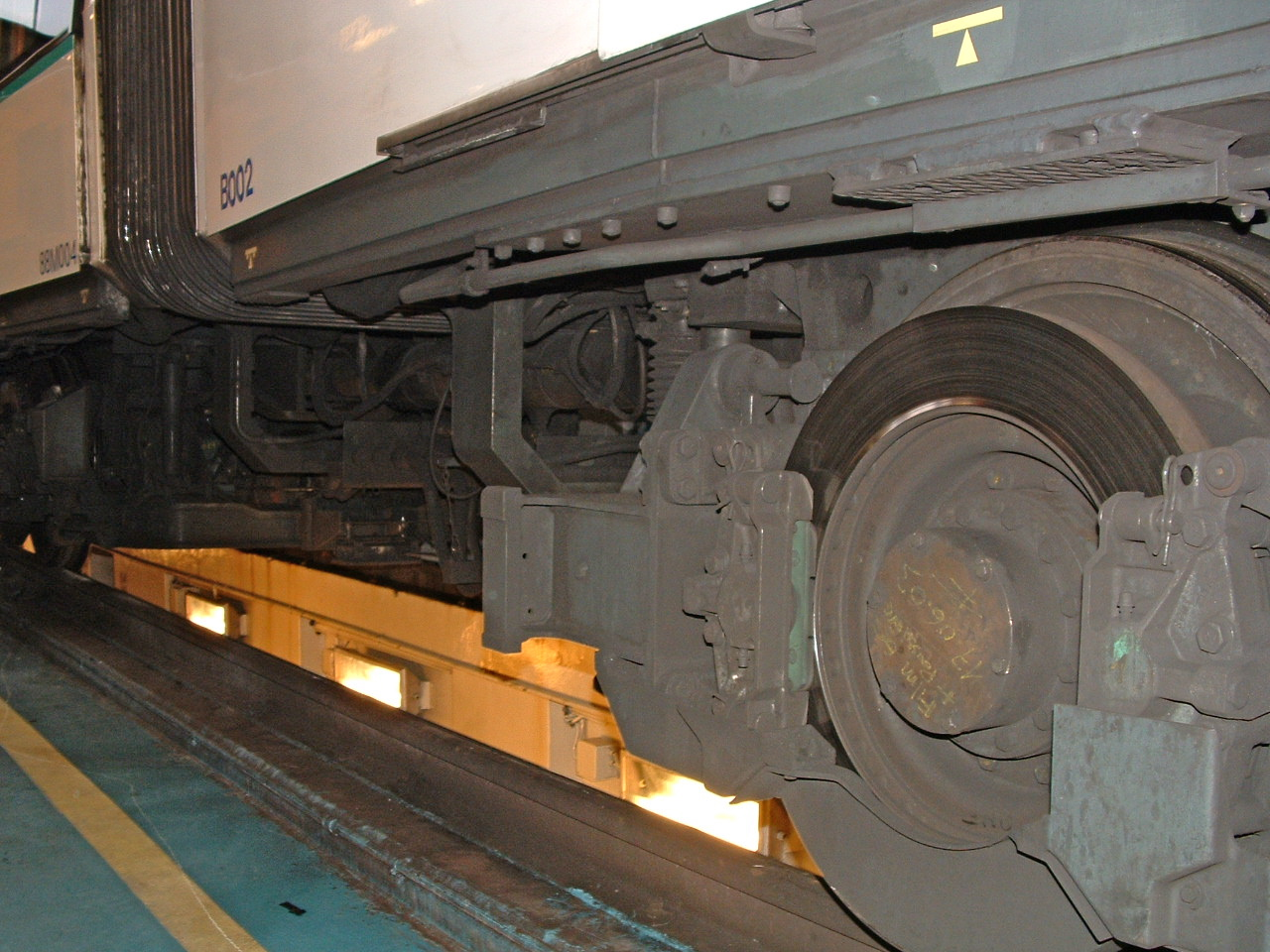
Una delle ruote e il gancio tra due vagoni.

Anche se non tutte le promesse del MF 88 sono state mantenute e molte trovate tecniche si sono rivelate fallimentari, quali gli assali orientabili, altre sono state riprese dalla RATP sui convogli di successiva costruzione.
L'intercircolazione fra le carrozze, i controlli computerizzati e le porte elettriche sono state riprese sul MP 89 e sul MF 2000. I controlli computerizzati saranno poi sviluppati in maniera decisiva nel 1998 per la costruzione della linea 14, totalmente automatica.
Il costo del fallimento del progetto ad assi orientabili si è rivelato tutto sommato contenuto; sarebbe stato catastrofico in caso di estensione di questa tecnica anche ad altre linee. Si può dunque delineare un bilancio di luci e ombre, ma sostanzialmente positivo.

## Parco mezzi
Il MF 88 è presente solo sulla linea 7 bis con una flotta di nove treni.
- Stato del materiale al 17 luglio 2012

| Numero del treno | Composizione            | Stato     | Linea di competenza |
| ---------------- | ----------------------- | --------- | ------------------- |
| 01               | 88M.001-88B.001-88M.002 | Operativo | 7 bis               |
| 02               | 88M.003-88B.002-88M.004 | Operativo | 7 bis               |
| 03               | 88M.005-88B.003-88M.006 | Operativo | 7 bis               |
| 04               | 88M.007-88B.004-88M.008 | Operativo | 7 bis               |
| 05               | 88M.009-88B.005-88M.010 | Operativo | 7 bis               |
| 06               | 88M.011-88B.006-88M.012 | Operativo | 7 bis               |
| 07               | 88M.013-88B.007-88M.014 | Operativo | 7 bis               |
| 08               | 88M.015-88B.008-88M.016 | Operativo | 7 bis               |
| 09               | 88M.017-88B.009-88M.018 | Operativo | 7 bis               |

## Caratteristiche

### Aspetto esterno e tecnico

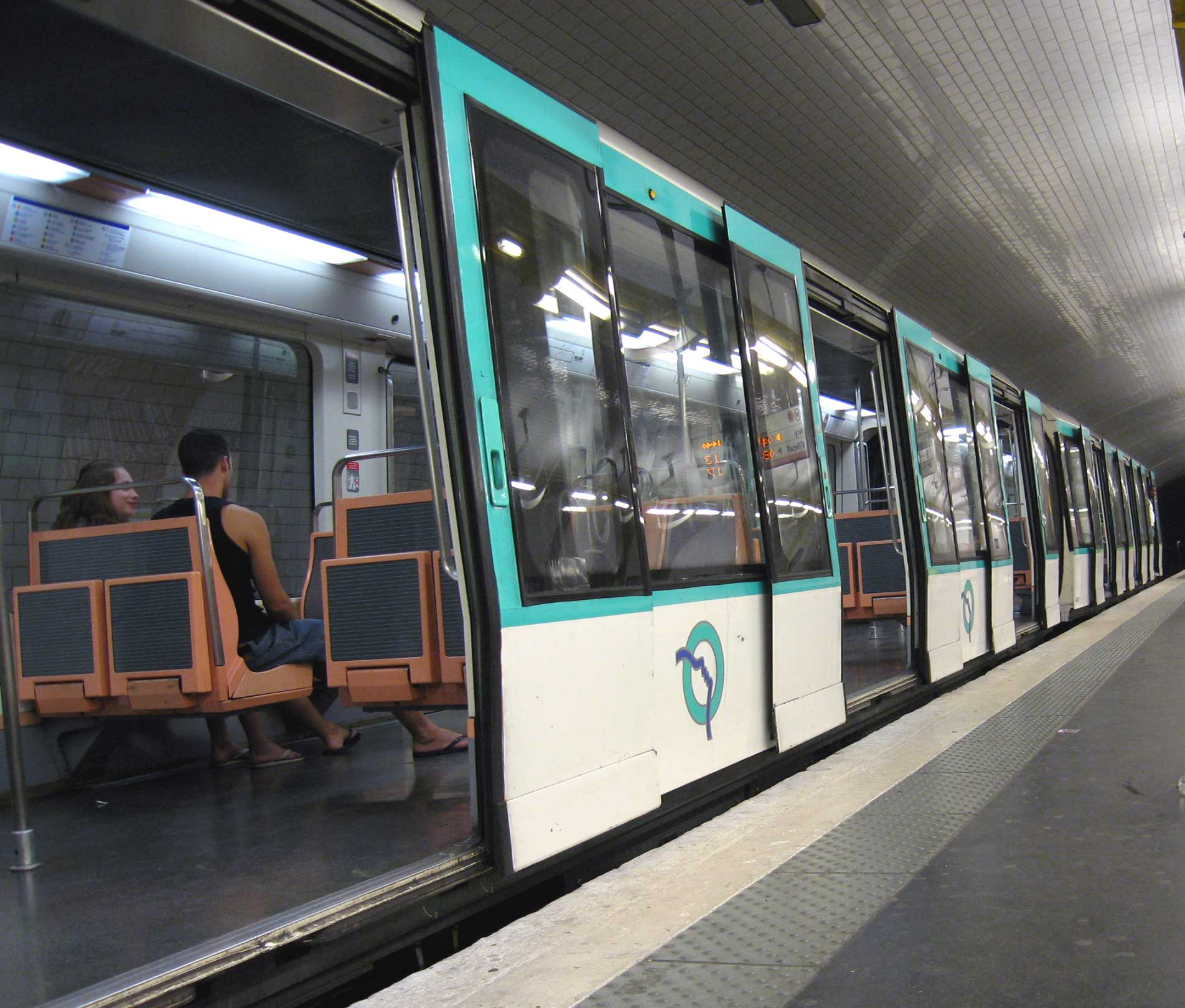
Treno MF 88 in fermata a Louis Blanc.

L'aspetto esteriore ricorda molto gli MF 77 per forma e materiali. La carrozzeria è in alluminio estruso, e presenta forme arrotondate e morbide
Ogni convoglio MF 88 si compone di tre vetture da 15,50 m, per una lunghezza totale di 46,44 m. Ogni vettura è dotata di tre porte scorrevoli per lato, larghe 1,586 m. I vagoni sono larghi 2,44 m e la quota del piano di calpestio è 1.07 m. Ogni motrice pesa 27,1 t, i rimorchi 20 t, per una massa totale a vuoto di 7,2 t.
Il MF 88 non è dotato di carrelli, ma di singoli assi orientabili, volti a ridurre rumore ed usura della linea. Sulle motrici, un differenziale Renault VI garantisce l'indipendenza della rotazione delle ruote. All'estremità dei convogli il primo asse fa da orientatore di tutti gli altri. Il passo tra gli assi è di 10,3 m.
Ogni convoglio dispone di quattro motori asincroni trifase sviluppanti una potenza totale di 840 kW, controllati da un modulatore di tensione a tiristori GTO su ogni motrice, raffreddato ad aria. Un modulatore alimenta due motori. Il funzionamento degli altri controlli è garantito da convertitori statici indipendenti. L'accelerazione alla partenza è di 0.95 m/s2 da 0 a 50 km/h con 4 viaggiatori/m². La velocità massima è di 80 km/h, limitata a 40 km/h per sicurezza e problemi tecnici.
L'informatica imbarcata consta di otto computer, prodotti dalla Factor, che garantiscono i controlli non di sicurezza, come la trazione e le porte, e controllano costantemente ogni singolo componente del convoglio. Uno schermo digitale informa il conduttore e gli addetti alla manutenzione di ogni anomalia. Inoltre nei vagoni sono posizionati dei microfoni nascosti, che consentono al conduttore di ascoltare cosa accade nel convoglio.
I controlli di sicurezza come il freno d'emergenza restano invece garantiti con sistemi a cavi, realizzati con tecniche di tipo aeronautico, che permette di tenere conto dei circuiti a basso livello di corrente dei computer. L'illuminazione, la ventilazione e la produzione di aria compressa sono garantiti da due gruppi di trasformatori di corrente alla tensione di 200 V - 50 Hz che servono anche i controlli di sicurezza alla tensione di 72 V CC.
Sono imbarcati tre tipi di freni: un freno di parcheggio, un freno di servizio a controllo informatico e un freno d'urgenza. Il freno di servizio imprime una decelerazione di 0.90 m/s2, il freno d'urgenza 1.10 m/s2.
Il freno di parcheggio funziona con un disco posizionato su ogni asse, che si attiva con un apparato a molla e si disattiva ad aria compressa. In caso di mancanza di corrente, il freno funziona anche meccanicamente.
I freni di servizio sono altresì a disco, ma funzionano con un sistema oleopneumatico, e sono posti all'interno delle ruote. Il freno di servizio è controllato tramite elettrovalvole modulabili e dotato di antislittamento; il freno d'urgenza è controllato tramite elettrovalvole inverse. Un freno elettrodinamico a recupero di energia agisce invece alle velocità superiori agli 8 km/h.
Il MF 88 non è dotato di controllo automatico, che non è installato sulla linea 7 bis per la scarsità del traffico, ma è predisposto ad accoglierlo.

### Caratteristiche interne

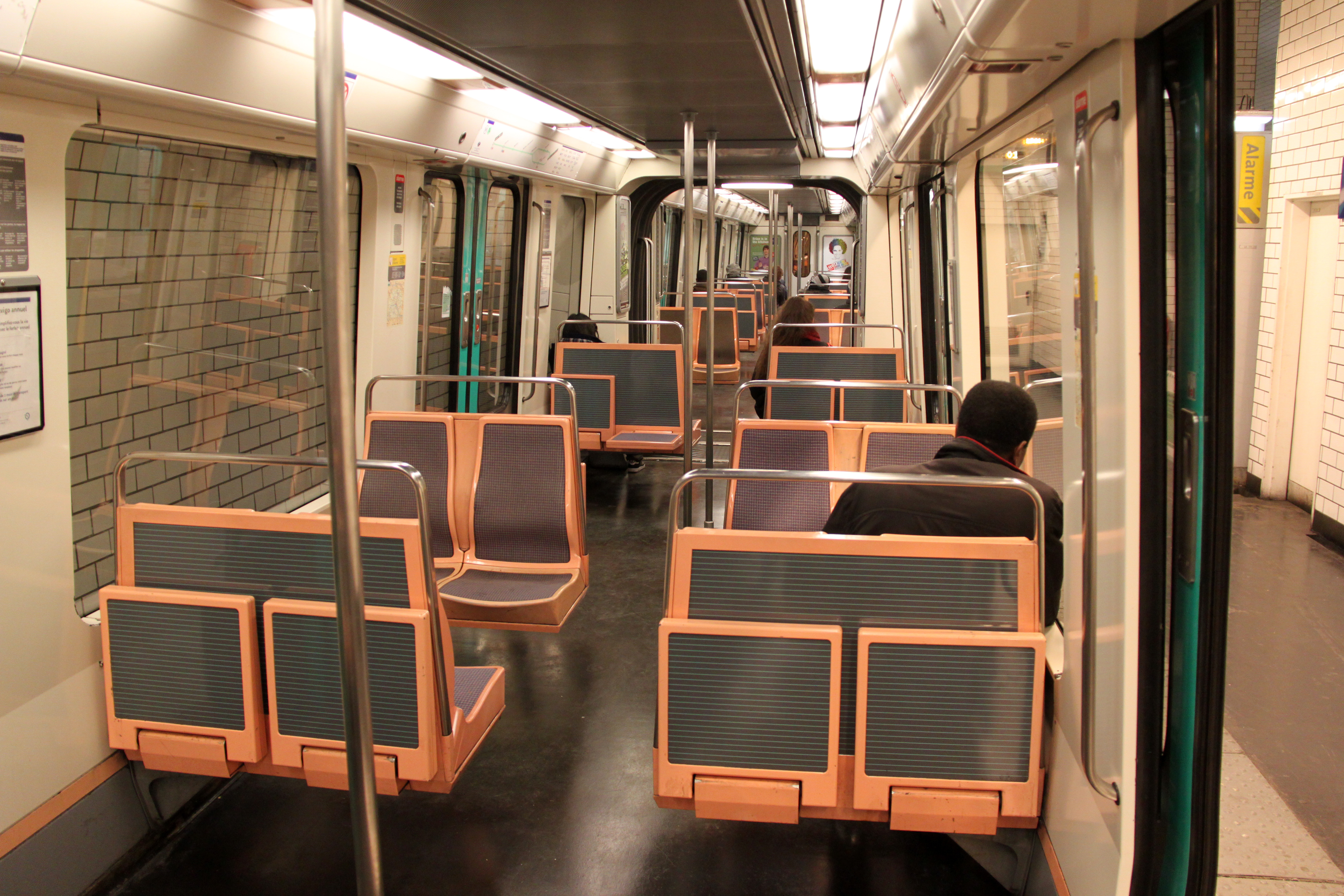
Interno di un MF 88.

All'interno, il MF 88 si distingue per la prima volta sul metrò parigino per le vetture intercomuincanti, riprese dal BOA, che permettono una migliore ripartizione dei passeggeri, e per le grandi superfici vetrate lunghe 2,60 m tra ogni porta.
I sedili sono a cantilever, cioè fissate alle pareti e non sul pavimento, per facilitare la pulizia. Sono tutte in materiale anti-lacerazione.
Vi sono due tipi di intercircolazione sui MF 88. Il più diffuso è costituito da un tunnel composto da anelli di gomma giuntati insieme; l'altro, in uso solo sul treno 002, riprende un concetto già in uso sui MP 89 della linea 1, con tante placche metalliche giuntate insieme.
Ogni treno porta fino a 425 passeggeri, con tutti i sedili e gli strapuntini occupati e una media di quattro passeggeri in piedi per metro quadro. Le motrici portano 137 passeggeri (20 a sedere, 26 su strapuntini e 91 in piedi), mentre le carrozze ne portano 151 (24 a sedere, 28 su strapuntini e 99 in piedi).